# فریدریش شیلر
یوهان کریستوف فریدریش فون شیلر (به آلمانی: Johann Christoph Friedrich von Schiller) (۱۰ نوامبر ۱۷۵۹ در مارباخ آم نکا – ۹ مهٔ ۱۸۰۵ در وایمار) شاعر، نمایشنامه‌نویس، فیلسوف، پزشک و مورخ آلمانی بود.
او نامدارترین نمایشنامه‌نویس آلمانی به‌شمار می‌رود و در کنار گوته، به‌عنوان چهرهٔ اساسیِ کلاسیک وایمار شناخته شده‌است. بسیاری از نمایشنامه‌های او به‌عنوان قطعهٔ تئاترهای استاندارد در سرزمین‌های آلمانی‌زبان مشهور شده‌اند و اشعار افسانه‌ای (Ballads) وی از محبوبترین شعرهای آلمانی‌اند.

### نمایشنامه‌ها
- راهزنان (Die Räuber)
- توطئهٔ فیسکو از اهالی جنوا
- نیرنگ و عشق یا «خدعه و عشق» ترجمه یوسف اعتصامی
- دون کارلوس (Don Carlos)
- والنشتاین
- ماریا استوارت (Maria Stuart)
- دوشیزه اورلئان (Die Jungfrau von Orléans، منسوب به ژان دارک)
- عروسِ مسینا (Die Braut von Messina)
- ویلهلم تِل (Wilhelm Tell)

### آثار تاریخی
- تاریخ انقلاب هلند
- تاریخ جنگ سی‌ساله

### نوشتارهای فلسفی
- نامه‌های آگوستبورگ (Augustenburger Briefe)
- دربارهٔ اشعار ساده‌لوحانه و احساسی (Über naive und sentimentalische Dichtung)
- آزادی و دولت فرزانگی